# Northamptonshire Regiment
Le Northamptonshire Regiment est un régiment d'infanterie de ligne de l'armée britannique existant de 1881 à 1960. En 1960, il fusionna avec le Royal Lincolnshire Regiment pour former le 2e East Anglian Regiment (Duchess of Gloucester's Own Royal Lincolnshire and Northamptonshire), qui lui-même fusionna avec le 1re East Anglian Regiment (Royal Norfolk and Suffolk), le 3e East Anglian Regiment (16th/44th Foot) et le Royal Leicestershire Regiment (en) pour former l'actuel Royal Anglian Regiment (en).

### Lectures complémentaires
- Russell Gurney, History of the Northamptonshire Regiment 1742 to 1934, Gale and Pollen, 1934